# Ежовик пёстрый
Ежо́вик пёстрый (лат. Sarcodon imbricatus) — гриб рода Саркодон семейства Банкеровые. 

## Таксономия
Синонимы:
- Русские: Ежовик черепитчатый, ежовик чешуйчатый, саркодон черепитчатый, саркодон пёстрый, колчак, курочка, ястреб[1]
- Латинские:
  - Hydnum imbricatum L.basionym
  - Fungus imbricatus (L.) Paulet
  - Phaeodon imbricatus (L.) J. Schröt. и др.[2]

Один из видов, описанных Карлом Линнеем (Hydnum imbricatum) во втором томе труда «Species Plantarum» в 1753 г. К роду Sarcodon был отнесён финским микологом П. А. Карстеном в 1881 г.

## Описание
Плодовое тело гриба мясистое, довольно крупное.
Шляпка диаметром 5—10 (20) см, сухая и жёсткая. Форма шляпки плоско-выпуклая, позднее широковогнутая или вдавленная в середине, иногда принимает воронковидную форму; край волнистый, у молодых грибов приподнятый, у зрелых — немного подогнутый. Покрыта крупными выпуклыми приподнятыми чешуйками, расположенными концентрическими кругами и напоминающими черепицу; отсюда видовое латинское название гриба — imbricatus, то есть «черепитчатый». Окраска шляпки буроватая или серовато-бурая, чешуйки окрашены значительно темнее. У молодых грибов поверхность шляпки бархатистая, но со временем чешуйки становятся крупнее и грубее и приобретают более тёмную окраску. По мере дальнейшего созревания чешуйки частично опадают и шляпка становится более гладкой. 
Мякоть беловатая, позднее грязновато-серая; у молодых грибов плотная и сочная, у зрелых — сухая и твёрдая. Имеет специфический пряный запах и горьковатый вкус. Чем старше гриб, тем неприятнее у него запах.
Гименофор в виде частых игольчатых ломких шипиков, 1—10 мм длиной, нисходящие и легко отделяющиеся от ножки. У молодых грибов шипики беловатые, с возрастом темнеют, становясь бурыми.
Ножка сухая, толстая и крепкая, неравномерно-цилиндрическая, обычно расширенная книзу (вплоть до клубневидной формы); у молодых грибов сплошная, у зрелых грибов становится полой; 2—5 (8) см длиной и 1—1,5 (3) см толщиной. По положению на шляпке ножка эксцентрическая. Поверхность ножки гладкая и слабо-волокнистая; окраска вверху сероватая, одного тона со шляпкой, у основания — буроватая. Попадаются экземпляры с фиолетовой ножкой.
Споровый порошок буроватый. Споры: 7—8 × 5—5,5 мкм, эллипсоидные или почти округлые, бугорчатые, буроватые.

## Экология и распространение
Образует микоризу с хвойными деревьями. Растёт на почве в сухих хвойных (особенно сосновых), реже смешанных лесах. Предпочитает песчаные почвы. Встречается одиночно и группами из 3—5 экземпляров; иногда образует «ведьмины круги». Распространён во всех лесных зонах, довольно обычен, местами редок. 
Сезон с августа по октябрь — ноябрь, массовое плодоношение продолжается со второй половины августа до конца сентября.

## Сходные виды
- Sarcodon glaucopus — с гладкой шляпкой и синей окраской ножки возле основания
- Ежовик шероховатый (Sarcodon scabrosus) — с более светлой шляпкой и мелкими прижатыми чешуйками, условно-съедобен, часто считается несъедобным из-за горьковатого вкуса
- Sarcodon amarescens — горький и несъедобный, отличается синевато-чёрным основанием ножки
- Сильно выцветшие на солнце экземпляры ежовика пёстрого напоминают ежовик жёлтый (Hydnum repandum) — съедобный гриб хорошего качества
- Шишкогриб шишковидный (Strobilomyces strobilaceus) — редкий гриб с пёстрой чешуйчатой шляпкой, но с трубчатым гименофором

## Употребление
Условно-съедобный гриб, считается посредственного качества.
Молодые, незрелые грибы пригодны для всех видов переработки, включая засолку, маринование и сушку; горьковатый привкус исчезает после нескольких минут отваривания.
Имеет сильный специфический аромат, поэтому обычно употребляется в небольшом количестве как приправа.
Старые грибы становятся жёсткими, приобретают горький вкус и непригодны в пищу.
Сообщается, что в сыром виде ежовик пёстрый может оказаться ядовитым.